# جمهورية جوليانا
تم إعلان جمهورية جوليانا في مقاطعة سانتا كاتارينا البرازيلية الإمبراطورية في 24 يوليو 1839م حيث استمرت إلى 15 نوفمبر 1839م. جرى إعلان الجمهورية في امتداد حرب راغامافين في إقليم ريو غراندي دو سول المجاورة، حيث تم إعلان جمهورية ريوغراندينس.
هاجم المتمردون من جمورية ريوغراندينس، الذين انضم إليهم الزعيم العسكري الإيطالي جوزيبي غاريبالدي، سانتا كاتارينا واستولوا على ميناء ومدينة لاغونا.
لم يتمكن المتمردون من احتلال العاصمة الإقليمية ألها دي نوسا سينهورا دو ديسترو (فلوريانوبوليس الحالية)، بعد أن عثرت القوات البحرية البرازيلية الإمبراطورية عليهم ثم دَمرت قواتهم البحرية في نهر ماسيامبو (في القارة، جنوب جزيرة سانتا كاتارينا) بينما كانت قوات المتمردين تستعد لمهاجمة نوسا سينهورا دو ديسترو. وبسبب هذا بشكل رئيسي، استمرت الجمهورية جوليانا لمدة أربعة أشهر فقط. في نوفمبر استولت القوات الإمبراطورية على عاصمة جوليان لاغونا.